# Tourterelle des Galapagos
Zenaida galapagoensis
Espèce
Statut de conservation UICN

 LC  : Préoccupation mineure
La Tourterelle des Galapagos, Zenaida galapagoensis, est une espèce d'oiseaux appartenant à la famille des Columbidae, endémique des Galapagos. C’est l’unique représentant des Colombidés dans l’archipel depuis l’éradication en 2006 de l’espèce introduite du  pigeon commun.

## Description
La Tourterelle des Galapagos mesure entre 18 et 23 cm et pèse environ 88 gr. Le mâle a les parties supérieures brun foncé, le cou est brun rosâtre avec un léger reflet violacé sur les côtés. La poitrine est rosâtre, le ventre chamoisé et les ailes brunes striées de blanc et de noir. Sur la queue, on remarque une barre subterminale noire. Le bec noir est légèrement courbé vers le bas. Les yeux sont brun foncé. Le large cercle oculaire est bleu cobalt, bordé de noir. Deux rayures noires parallèles barrent la face, juste sous les yeux, séparées par une bande grisâtre allant de la commissure jusqu’au début du cou. Les pattes sont rouge violacé jusqu'à l'extrémité des doigts. La femelle est plus terne, plutôt brun fauve en dessous et avec un reflet moins visible sur le côté du cou. Elle est plus petite que le mâle. 

## Sous-espèces
Deux sous-espèces sont décrites :
Zenaida galapagoensis galapagoensis, Gould, 1841, qui correspond à l’espèce occupant l’ensemble des grandes îles de l’archipel sauf les îles Darwin et Wolf.
Zenaida galapagoensis exsul, (Rothschild & Hartert, 1899), qui désigne l’espèce vivant à l’extrême nord-ouest de l’archipel sur les deux petites îles excentrées (comme l’indique le qualificatif « exsul » pour exilé, isolé) de Darwin et Wolf, respectivement à 180 et 145 km (soit 333 et 268 milles nautiques) au nord de l’île Isabela.

## Répartition
La Tourterelle des Galapagos se rencontre sur l’ensemble de l’archipel, préférant les îles inhabitées. Ce n’est qu’au niveau des sous-espèces que la géolocalisation diffère.

## Comportement
Cette tourterelle passe la plupart du temps sur le sol, à la recherche de sa nourriture dans les tapis de feuilles mortes. Elle s’envole rarement et ne le fait, sur de courtes distances, que si elle est vraiment dérangée.

## Habitat
Elle habite les basses terres arides de l'archipel, les zones rocheuses et herbeuses avec des arbres, des buissons et des cactus Opuntia dispersés, préférant les îles inhabitées.

## Alimentation
Son régime alimentaire dépend de la saison. Chenilles, bourgeons et pulpe des cactus Opuntia constituent son alimentation pendant la saison humide. Pendant les périodes les plus sèches, elle se nourrit surtout au sol où elle trouve des graines enterrées. La nourriture dépend aussi de chaque île et de ses ressources alimentaires. 

## Reproduction
La plupart des nids, rudimentaires, faits de brindilles et de feuilles mortes, sont construits sur le sol, souvent dans des cavités rocheuses. Parfois ce sont de vieux nids de  Moqueurs réutilisés. Une couvée classique se compose de deux œufs. L’incubation dure 13 jours, partagée par les deux adultes. Les jeunes quittent le nid au bout de 13 à 17 jours. Il peut y avoir jusqu'à trois couvées dans la saison.

## Menaces
Au XVIIe siècle, les tourterelles des Galápagos ont commencé à être chassées par les marins. Les déprédations humaines étendues se sont poursuivies au moins jusque dans les années 1960. La prédation des adultes, des œufs et des jeunes par des chats redevenus sauvages et autres prédateurs introduits est probablement la principale menace pour cette espèce aujourd'hui.